# Prix Gegner de l'Académie des sciences morales et politiques
Le prix Gegner est un prix de l'Académie des sciences morales et politiques. 

## Historique
Fondé en 1868 et attribué pour la première fois en 1871, il « est destiné à un écrivain philosophe, qui se sera signalé par des travaux qui peuvent contribuer au progrès de la science philosophique ». Le jury est composé des membres de la section de philosophie.
Le prix a été fondé par un legs dans le testament de Jean-Louis Gegner, ancien employé au ministère des finances, fait le 12 mai 1868. Parallèlement a été fondé, par un legs à l'Académie des sciences, un prix du même nom destiné à un scientifique. Ce prix Gegner de l'Académie des sciences a été obtenu en 1898 par Marie Curie pour ses travaux sur les propriétés magnétiques des métaux ; elle l'obtient à nouveau en 1900 et en 1902. Le prix Gegner de l'Académie des sciences n'est plus attribué sous ce nom : il a été réuni en 1997 à plusieurs dizaines d'autres fondations pour constituer la Grande médaille de l'Académie des sciences.

## Liste des lauréats
- 1919 : Émile Baudin
- 1995 : Maurice-Ruben Hayoun
- 1999 : Jean-Paul Auffray
- 2000 : Dominique Lecourt
- 2002 : Agata Zielinski
- 2003 : Gérard Simon
- 2004 : Agnès Antoine
- 2005 : Dominique Laplane
- 2006 : France Farago
- 2007 : Jean-Louis Vieillard-Baron
- 2008 : Clément Rosset
- 2009 : Pierre Caye
- 2010 : Gérard Jorland
- 2011 : Claude Romano
- 2012 : Frédérique Aït-Touati
- 2013 : Christian Jambet
- 2014 : Jacqueline Lichtenstein[1]